# Нацистські расові теорії
Нацистська партія прийняла та розробила кілька псевдонаукових расових класифікацій як частину своєї ідеології (нацизму), щоб виправдати геноцид груп людей, яких вона вважала расово неповноцінними. Нацисти вважали передбачувану «арійську расу» вищою «расою господарів», а людей темношкірих, людей змішаної раси, слов’ян, ромів, євреїв та інші етнічні групи вважали расово нижчими «недолюдьми», представники яких були придатними лише для рабська праця і винищення. Ці переконання походять від суміші антропології 19-го століття, наукового расизму та антисемітизму.

## Расова ієрархія
Нацисти стверджували, що дотримуються суворої наукової ієрархії людського роду. Погляди Адольфа Гітлера на расу та людей можна знайти в усій його автобіографічній книзі-маніфесті Mein Kampf, але більш конкретно вони містяться в розділі 11, який називається «Нація та раса». Стандартний пропагандистський текст, виданий членам Гітлерюгенду, містив розділ «Німецькі раси», в якому багато цитувалися праці Ганса Ф. К. Гюнтера. Текст, здається, стосується європейських рас у низхідному порядку в нацистській расовій ієрархії: нордична раса (включаючи фалічну підрасу), середземноморська раса, динарська раса, альпійська раса та східнобалтійська раса. У 1937 році Гітлер виступив у Рейхстазі і заявив: «Я говорю пророче. Подібно до того, як відкриття того, що Земля обертається навколо Сонця, призвело до повної зміни погляду людей на світ, так само кров і расові вчення націонал-соціалізму змінять наше розуміння минулого людства та його майбутнього».

### Арійська: германська та нордична

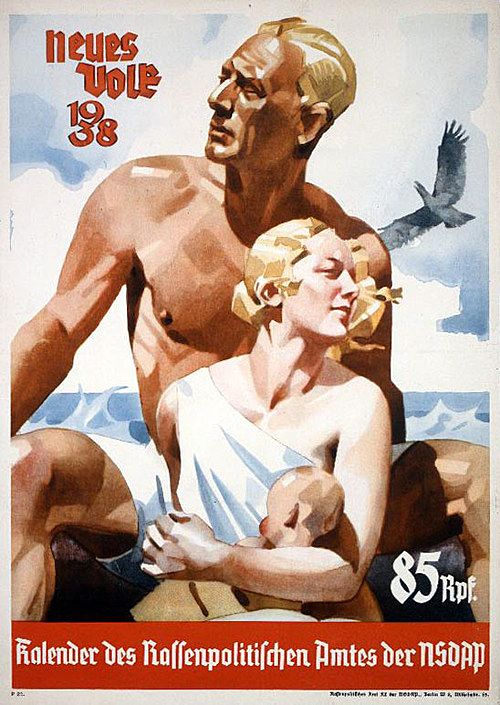
Плакат з рекламою календаря Нові люди 1938 року із зображенням расово чистих «арійців»

Гітлер у своїх промовах і писаннях посилався на передбачуване існування «арійської раси», яка, на його думку, заснувала вищий тип людства. Згідно з нацистською ідеологією, найчистішими арійцями були північні народи Німеччини, Англії, Нідерландів і Скандинавії. Нацисти вважали скандинавів такими, що їх ідентифікували за високим зростом (в середньому 175 см.), їхні довгі обличчя, їх видатні підборіддя, їхні вузькі та прямі або орлині носи з високою основою, їхня худорлява статура, їхні доліоцефалічні черепи, їхнє пряме та світле волосся, їхні світлі очі та їхня світла шкіра. Нацисти вважали німців, а також англійців, датчан, норвежців і шведів найбільш расово чистими в Європі.
Нацисти стверджували, що германські народи являли собою саме південну гілку арійсько-нордичного населення. Нацисти вважали, що скандинавська раса була найвидатнішою расою німецького народу, але існували й інші підраси, які зазвичай зустрічалися серед німецького народу, наприклад альпійська раса, яку ідентифікували, серед інших ознак., їхній нижчий зріст, їх кремезна статура, їхні плоскіші носи та більша кількість темного волосся та очей). Гітлер і нацистський расовий теоретик Ганс Ф. К. Ґюнтер сформулював це як проблему, яка буде виправлена шляхом вибіркового розведення «нордичних» ознак.
Рейхсфюрер СС Генріх Гіммлер у 1920-х роках потрапив під вплив Річарда Вальтера Дарре, який був провідним прихильником концепції крові та ґрунту. Дарре твердо вірив, що скандинавська раса є расово вищою за інші раси і що німецькі селяни відіграватимуть фундаментальну роль у забезпеченні майбутнього Німеччини та німецької експансії у Східній Європі. Дарре вважав, що німецькі селяни відіграють ключову роль у расовій силі німецького народу.

### Східноазійський народ

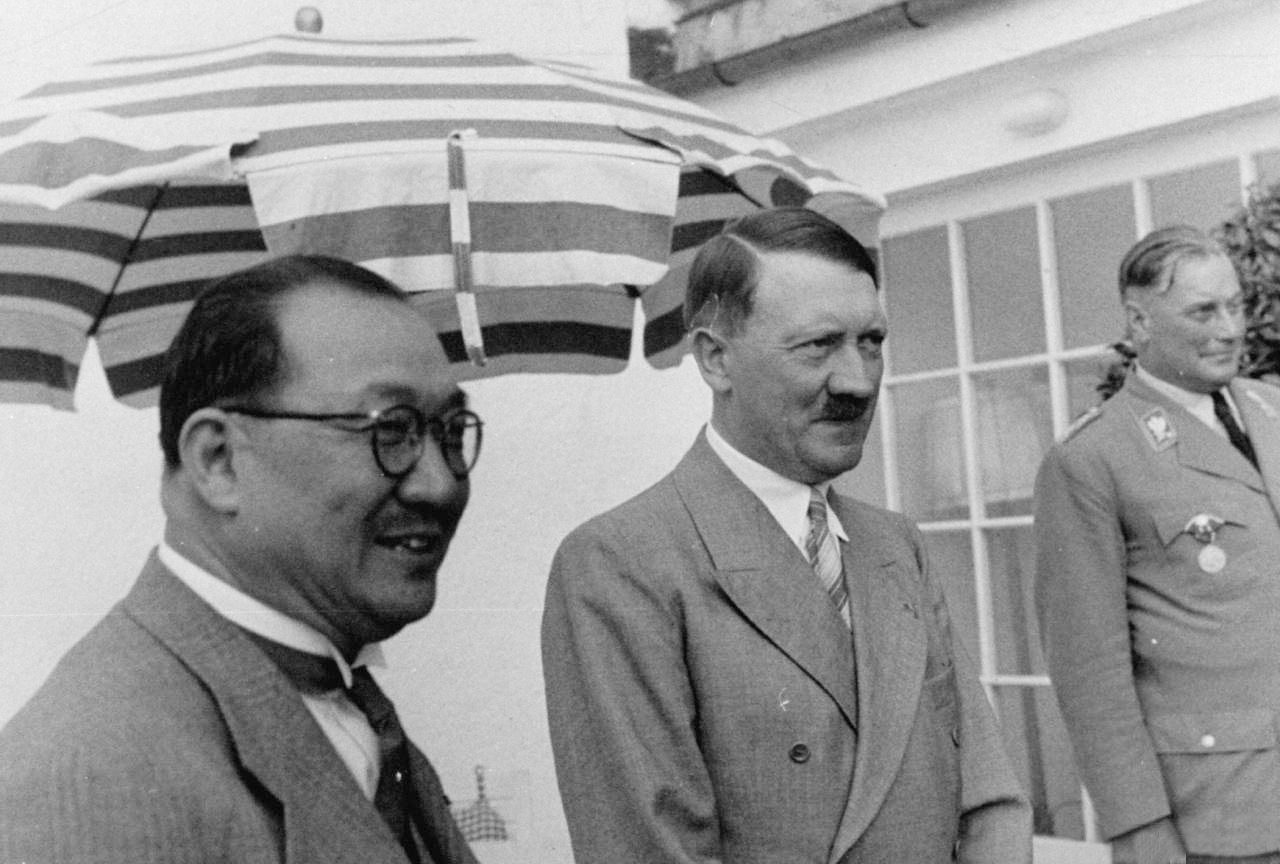
Зустріч Гітлера та пана Кун Сян-сі в 1936 році

Нацистський уряд почав вводити расові закони після приходу Гітлера до влади в 1933 році, і протягом цього року японський уряд протестував проти кількох расових інцидентів, до яких були залучені японці або японці-німці. Пізніше суперечки були вирішені, коли нацистське верховне командування поблажливо поставилося до своїх японських союзників. Особливо це сталося після розпаду китайсько-німецької співпраці та утворення офіційного альянсу між Німеччиною та Японією.
Проте китайці та японці піддавалися дискримінації згідно з расовими законами Німеччини, які, за винятком Нюрнберзьких законів 1935 року, де конкретно згадувалися євреї – загалом застосовувалися до всіх «неарійців», крім народів Східної Азії (за винятком корейців і негритосів) вважалися «почесними арійцями».

### Уральські арії
Нацисти, намагаючись знайти задовільне визначення «арійця», зіткнулися з дилемою щодо європейських народів, які не розмовляли індоєвропейською чи індоарійською мовами, а саме естонців, фінів та угорців.
Перша юридична спроба була зроблена в 1933 році щодо Закону про державну службу, коли Альберт Гортер дав визначення «арійця» для Закону про державну службу, який включав уральські народи як арійців. Однак це визначення було визнано неприйнятним, оскільки воно включало деякі неєвропейські народи. Гортер змінив визначення «арійця» на визначення, надане Експертом з питань народонаселення та расової політики (Sachverständigenbeirat für Bevölkerungs- und Rassenpolitik), яке було таким: «Арієць — це той, хто має племінну спорідненість (stammverwandt) німецької крові. Арієць — це нащадок народу, який проживає в Європі в закритому племінному поселенні (Volkstumssiedlung) з часів писемної історії». Це визначення «аріїв» включало естонців, фінів та угорців. У 1938 році було зроблено коментар щодо Нюрнберзьких законів, які проголошували, що «переважна більшість» фінів та угорців мають арійську кров.

### Західні арійці
Хоча Гюнтер і Гітлер розглядали західні країни як арійців, вони дотримувалися расових поглядів щодо нижчих класів у Британії та Франції.

#### Британський народ
За словами Ґюнтера, найчистішими скандинавськими регіонами були Скандинавія та північна Німеччина, зокрема Норвегія та Швеція, уточнюючи: «Можливо, ми можемо вважати, що шведська кров становить понад 80 відсотків нордичної крові, а норвезька — близько 80 відсотків». Британія та південна Німеччина, навпаки, не вважалися повністю скандинавськими. Вважалося, що Німеччина на 55% належить до Північної Європи, а решта — до Альп (зокрема, південна Німеччина), Динарської чи Східної Балтії (зокрема, до Східної Німеччини). Стосовно Британських островів Гюнтер заявив: «ми можемо прийняти такі расові пропорції для цих островів: нордична кров — 60 відсотків; середземноморська — 30 відсотків; альпійська — 10 відсотків». Він додав, що «скандинавський штам у Німеччині, здається, більш поширений серед усього народу, ніж в Англії, де він, здається, більше належить до вищих класів». Гітлер повторив цю думку, називаючи англійські нижчі класи «расово неповноцінними».

#### Французький народ
Гітлер вважав французів расово близькими до німців, але не зовсім схожими. Він сказав про їхній расовий характер: «Франція залишається до нас ворожою. Вона містить, окрім її нордичної крові, кров, яка завжди буде для нас чужою». Ґюнтер повторив цю думку, сказавши, що французи були переважно альпійцями та середземноморцями, а не скандинавами, але все ще присутній важкий нордичний штам. Він характеризував французів як таких, що мають такі расові пропорції: нордичні — 25%; Альпійський або Динарський, 50%; Середземномор'я, 25%. Кажуть, що ці типи найбільш поширені на півночі, центральній та південній Франції відповідно.
Гітлер планував виселити значну частину французького населення, щоб звільнити місце для поселення німців. Проміжну зону східної Франції було виділено і планувалося зробити частиною Німецького Рейху після того, як решта Франції буде повністю підкорена. Французи, які проживали в зоні, приблизно 7 мільйонів людей, що становило майже 20% населення Франції на той час, мали бути депортовані, а потім землю окупували щонайменше мільйон німецьких поселенців. Після операції «Барбаросса» план було або відкладено, або скасовано на користь прискорення заселення сходу, і він так і не був реалізований через поразку Німеччини у Другій світовій війні.

### Слов'яни
Історик Джон Коннеллі стверджує, що нацистська політика проти слов'ян під час Другої світової війни не може бути повністю пояснена расистськими теоріями, схваленими нацистами, через протиріччя та опортунізм, які мали місце під час війни. До початку війни в 1939 році в головах провідних нацистів існувало лише розпливчасте уявлення про слов'ян як про нижчу групу. Наскільки неповноцінний, буде визначено пізніше під час війни.
Нацисти вважали, що Східна Європа, а саме території, жителі яких розмовляють слов’янськими мовами, є найбільш расово неповноцінною частиною Європи та дуже відрізняються від решти Європи.
Гюнтер у своїй книзі «Расова наука Європи» писав, що слов’яни спочатку були нордичними, але протягом століть змішалися з іншими расами. У «Расових елементах європейської історії» він писав: «Схід Європи демонструє поступовий перехід расових сумішей Центральної Європи до переважно східнобалтійських та внутрішньоазійських регіонів... Через подібність між східнобалтійськими та внутрішньоазійськими характерами тіла часто буде важко встановити різку межу між цими двома расами». Він зазначив, що нордична раса була помітно поширена вздовж Вісли, Неви, Двіни та на півдні Волині, але далі на південь і схід східнобалтійська раса стала більш поширеною, і, нарешті, в деяких регіонах була «сильна Внутрішньоазійська домішка». У російськомовних регіонах, за його оцінками, було від 25 до 30 відсотків скандинавів. У польських областях спостерігалося збільшення східнобалтійської раси, альпійської раси та внутрішньоазійської раси далі на схід.

#### Поляки

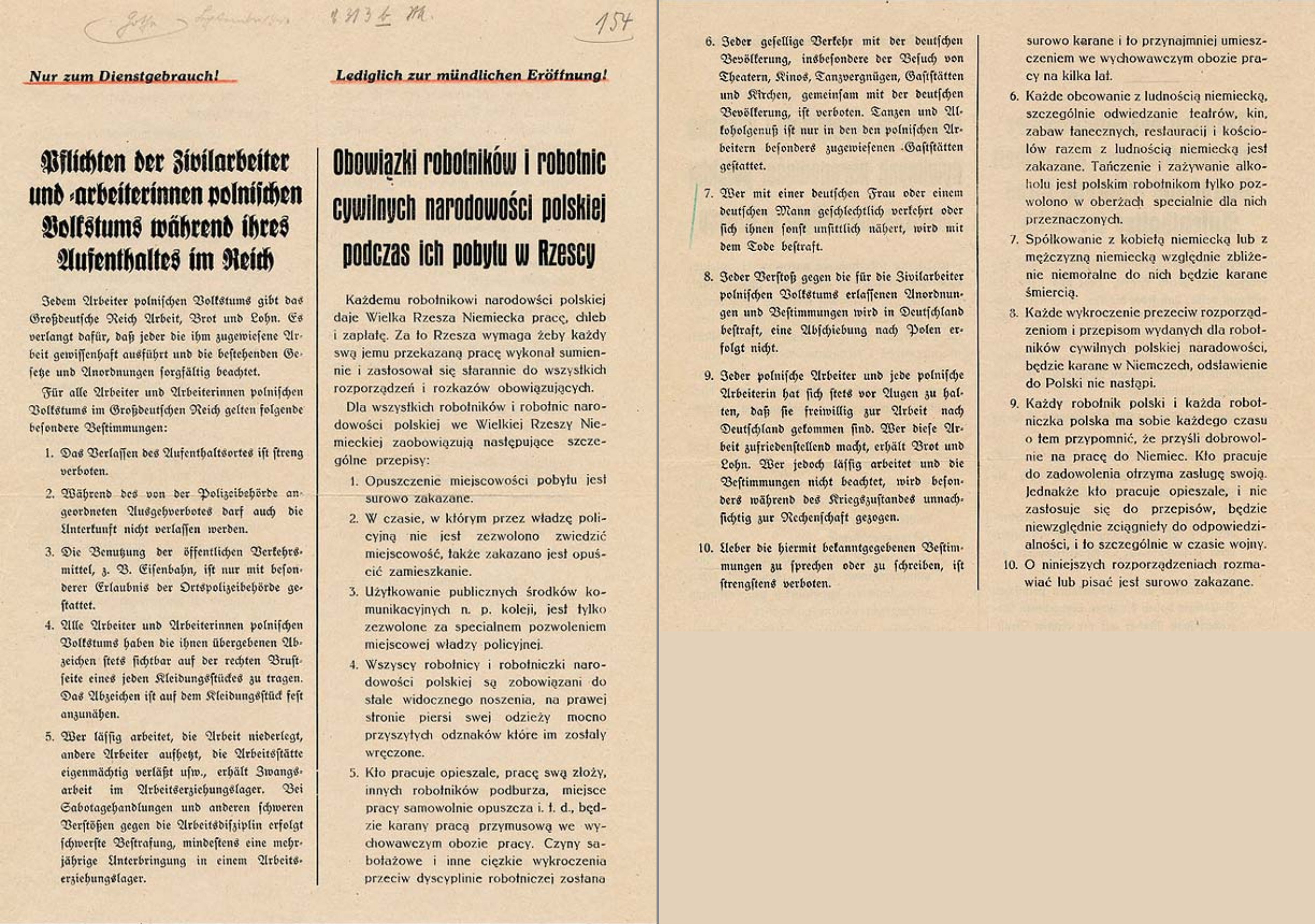
Плакат (німецькою та польською мовами): Зобов’язання польських робітників у Німеччині, які включали смертну кару за сексуальні стосунки з німцем

Гітлер вважав поляків чужою расою, і в «Майн кампф» він критикував попередні спроби германізації етнічних поляків, оскільки він стверджував, що расова неповноцінність поляків послабить німецьку націю.
Ґюнтер вважав Північну Польщу переважно нордичною і що нордичну расу можна було знайти серед вищих класів.
Впливовою фігурою серед німецьких теоретиків расизму був Отто Реке, який став директором Інституту расових і етнічних наук у Липську та виступав за геноцид польської нації. У цій позиції він писав, що етнічні поляки були «нещасливою сумішшю», що складається серед іншого зі слов’ян, балтів і монголів, і що їх слід усунути, щоб уникнути можливого змішування з німецькою расою. Коли Німеччина напала на Польщу, він написав: «Нам потрібен Raum (простір), але ніяких польських вошей на нашому хутрі».
Після вторгнення до Польщі нацистська пропаганда почала зображати поляків недолюдьми. 24 жовтня 1939 року, після наради в Міністерстві пропаганди, було видано Директиву № 1306 Міністерства пропаганди нацистської Німеччини, у якій говорилося: «Навіть німецькій доярці необхідно дати зрозуміти, що польськість дорівнює недолюдяності. Поляки, євреї та цигани знаходяться на такому ж нижчому рівні... Це слід принести додому як лейтмотив, і час від часу, у формі існуючих концепцій, таких як «польська економіка», «польська руїна» і так далі, поки всі в Німеччині не побачать, що кожен поляк, будь то сільськогосподарський робітник чи інтелектуал, Геббельс і Гітлер вважали, що Азія почалася в Польщі.

#### Українці
Спочатку після вторгнення в Радянський Союз деякі українці вважали німецьких солдатів «визволителями» від радянської влади, а деякі нацисти гралися з ідеєю створення незалежної української держави, але ці погляди були недовгими після того, як німецька армія почала вбивати Українці масово. Гітлер та інші провідні нацисти забороняли будь-яку незалежність України. Райхскомісар Райхскомісаріату Україна Еріх Кох публічно оголосив українців расово неповноцінними та заборонив підлеглим будь-які соціальні контакти з українцями. Кох також публічно називав українців «неграми».
Під час війни Гітлер зауважив, що українці «такі ж неробі, неорганізовані та нігілістичні азійці, як і великороси». Він також припускав, що блакитноокі українці походять від давніх германських племен.
Кох 5 березня 1943 року сказав:
Ми — панівна раса, яка мусить пам’ятати, що найнижчий німецький робітник є расово та біологічно в тисячу разів ціннішим за це населення.

#### Росіяни
Гітлер у «Майн Кампф» писав, що «Організація російського державного утворення не була результатом політичних здібностей слов’ян у Росії, а лише чудовим прикладом державотворчої ефективності німецького елементу в нижчій расі».
Під впливом Керівних принципів поведінки військ у Росії, виданих Верховне командування Вермахту (OKW) 19 травня 1941 року, у директиві, розісланій військам під його командуванням, генерал Еріх Хепнер з танкової групи 4 заявив:
Війна проти Росії є важливою главою в боротьбі німецької нації за існування. Це давня боротьба германців проти слов'янського народу, оборони європейської культури від московсько-азійської навали та відсічі єврейському більшовизму. Метою цієї битви має бути знищення сучасної Росії, і тому вона повинна проводитися з безпрецедентною жорстокістю. Будь-яка військова дія має керуватися при плануванні та виконанні залізною рішучістю знищити ворога безжалісно й повністю. Зокрема, не можна щадити жодного прихильника сучасної російської більшовицької системи.
Після нападу на Радянський Союз 22 червня 1941 року нацисти поставили за мету знищити народи Радянського Союзу. За наказом Гітлера айнзацгрупам було наказано стратити всіх радянських функціонерів, які були «менш цінними азійцями, циганами та євреями». Нацистська пропаганда зображувала війну проти Радянського Союзу як расову війну між німцями та єврейськими, ромськими та слов’янськими недолюдьми. Подібним чином він зображував росіян як «азійські орди», «монгольську бурю» та «недолюдей».

### Євреї

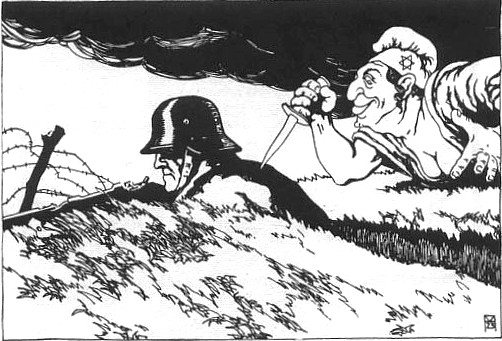
Австрійська поштова листівка 1919 року, яка підтверджує міф про удар у спину, показуючи карикатурного єврея, який завдає удару кинджалом у спину персоніфікованому солдату німецької армії.

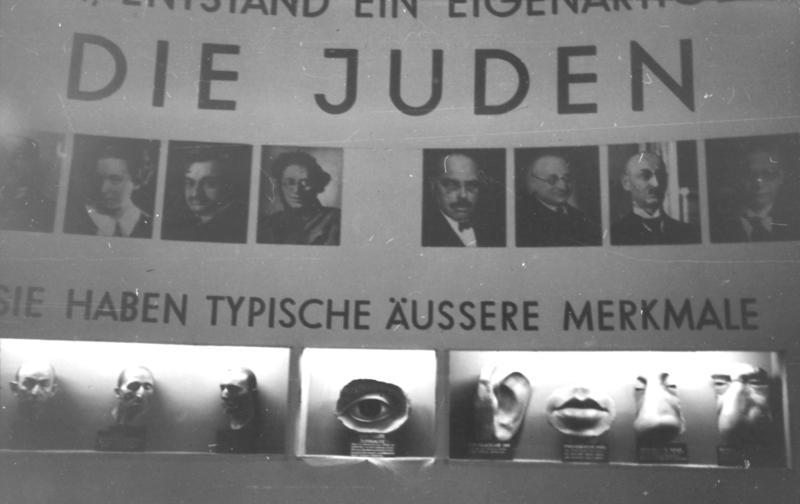
Фрагмент експозиції Der Ewige Jude («Вічний єврей»), що демонструє «типові» анатомічні риси євреїв.

Гітлер поклав провину за поразку Німеччини в Першій світовій війні на «ворогів зсередини». Перед обличчям економічних труднощів, спричинених Версальським договором (1919), євреїв, які проживали в Німеччині, звинуватили у саботажі країни. Тому нацисти класифікували їх як найнижчу расу та використовували принизливі терміни, такі як Untermensch (недолюдина) та Schwein (свиня). Нацистська пропаганда підтримувала антисемітську теорію змови «Ніж у спину», яка стверджувала, що німці не програли Першу світову війну, а натомість були зраджені німецькими громадянами, особливо євреями.
24 лютого 1920 року Гітлер оголосив Програму нацистської партії з 25 пунктів. Пункт 4 зазначав: «Ніхто, крім членів нації, не може бути громадянином держави. Нікого, крім тих, хто має німецьку кров, незалежно від їхнього віросповідання. Отже, жоден єврей не може бути членом нації».
Гюнтер описав у своїх роботах, наприклад у Rassenkunde des jüdischen Volkes («Етнологія єврейського народу»), що євреї належали переважно до «близькосхідної раси» (часто відомої як «вірменоїдна раса»). Що євреї стали настільки расово змішаними, що їх, можливо, можна вважати «расою другого порядку». Він описав євреїв-ашкеназі як змішану з Близького Сходу, Сходу, Східної Балтії, Внутрішньої Азії, Північної Європи, Хамітів і негрів, і сефардських євреїв як змішаних східних, близькосхідних, середземноморських, хамітських, нордичних і негрянських євреїв. Він вважав, що євреї мають фізичні характеристики, відмінні від європейців. Зробивши висновок про расове походження євреїв, Гюнтер почав розробляти теорії про те, чому євреї були настільки особливими як народ і відрізнялися від європейських народів; він писав, що це через те, як вони виглядають, говорять, жестикулюють і пахнуть.
У 1934 році нацисти опублікували брошуру під назвою «Чому арійський закон?» який намагався виправдати сегрегацію німців-неєвреїв та німців-євреїв.
У 1935 році нацисти оголосили Нюрнберзькі закони, які забороняють статеві стосунки та шлюби між німцями-неєвреями та німцями-євреями. Закони також зазначали, що євреям не дозволялося наймати у своїх домогосподарствах німців-неєвреїв віком до 45 років, і євреям не дозволялося вивішувати рейхський чи національний прапор або демонструвати кольори рейху.

### Темношкірі

Нацистська пропаганда показує різницю між арійськими німцями та неарійськими темношкірими

У «Майн Кампф» Гітлер описав дітей, які народилися в результаті стосунків між європейськими жінками та французькими окупаційними солдатами африканського походження, як зараження арійської раси «кров’ю негрів на Рейні в серці Європи». Він звинуватив євреїв у цих так званих рейнських бастардах, написавши, що «[євреї] були відповідальними за привезення негрів у Рейнську область, з кінцевою ідеєю зневажати білу расу, яку вони ненавидять, і таким чином знизити її культурний і політичний рівень, щоб єврей міг домінувати». Він також натякнув, що це була змова з боку французів, сказавши, що населення Франції дедалі більше «зневажається».
Нацисти заборонили джазову музику, оскільки вважали її «зіпсованою негритянською музикою». Нацисти вважали, що існування джазу в Німеччині є єврейською змовою з метою домінувати над Німеччиною та неєврейським німецьким народом і знищити німецьку культуру.
Нацистський євгенік Ойген Фішер, який також був професором антропології та євгеніки, вважав, що невелике чорне населення Німеччини має бути стерилізовано, щоб захистити німецький народ. У 1938 році щонайменше 400 темношкірих дітей були примусово стерилізовані в Рейнській області. 
Чорношкірі піддавалися дискримінації згідно з Нюрнберзькими законами, і, як наслідок, їм не дозволялося бути громадянами Рейху, а також їм заборонялося мати статеві стосунки чи шлюби з людьми «німецької або спорідненої крові» (арійцями).

## Расистська ідеологія

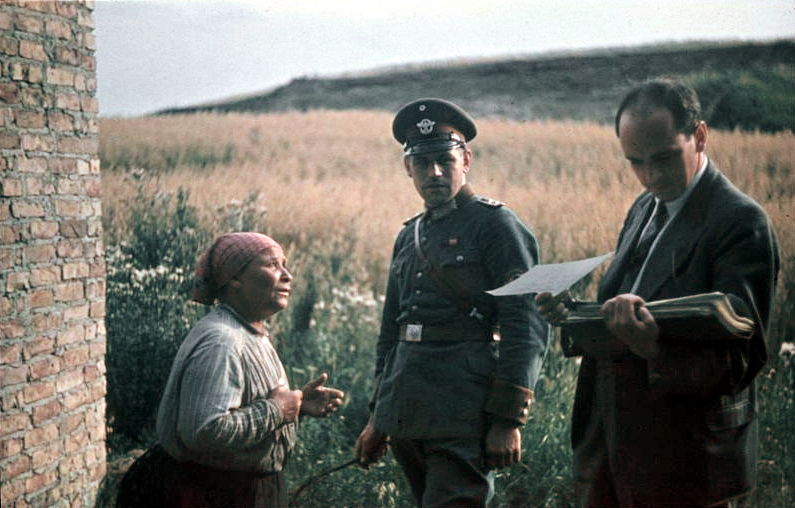
Ромка з німецьким поліцейським і нацистським психологом доктором Робертом Ріттером

Різні нацисти наводили низку псевдорелігійних або псевдонаукових аргументів, щоб довести, що арійська раса є вищою за всі інші раси. Головна догма переваги арійців підтримувалася по всій партії чиновниками, які використовували наукову расистську пропаганду.
Особа, яку вважатимуть «недолюдиною», буде позбавлена всіх своїх прав, з нею поводитимуться як із твариною, її чи її життя вважатиметься Lebensunwertes Leben (життям, негідного життя), і вона чи вона вважалися б лише придатними для поневолення та винищення.
У школах нацистська ідеологія вчила німецьку молодь розуміти відмінності, які нібито існували між нордичними німцями «Übermenschen» і «неблагородними» єврейськими та слов’янськими «недолюдьми». Ілюстрація цієї ідеології була описана в 1990-х роках німецькою єврейкою, яка яскраво пригадала, як чула марш нацистів повз її будинок у центральній Німеччині в середині 1930-х років, коли вони співали: «Коли єврейська кров бризкає з мого ножа." Біографія Лізи Мейтнер говорить: «У Рейхстазі депутати НСДАП розтягнули руки в нацистському вітанні та заспівали свій партійний гімн, Horst Wessellied: «СA марширує... єврейська кров на вулицях».
Ріхард Вальтер Дарре, імперський міністр продовольства та сільського господарства з 1933 по 1942 рік, популяризував вислів «Blut und Boden» («Кров і ґрунт»), один із багатьох термінів у нацистському глосарії, який ідеологічно використовувався для насадження народного расизму серед населення Німеччини. Було багато академічних та адміністративних дослідників раси, які мали дещо різні погляди на расизм, включаючи Альфреда Розенберга та Ганса Ф. К. Гюнтера.
Фішер і Ленц були призначені на керівні посади, які контролювали політику расової гігієни. Нацистська держава використовувала такі уявлення про відмінності між європейськими расами як частину своєї різноманітної дискримінаційної та примусової політики, кульмінацією якої став Голокост.
У книзі Ґюнтера стверджується, що німці, безумовно, не є повністю нордичним народом, і вона також поділяє їх на західну (середземноморську), нордичну, східну (альпійську), східнобалтійську та динарську раси. Пізніше сам Гітлер применшив важливість нордицизму публічно саме з цієї причини. Спрощену тристоронню модель Гранта, яка поділяла європейців лише на альпійців, середземноморців і скандинавів, Гюнтер не використав і помилково відніс більшість населення гітлерівської Німеччини до альпійської категорії, особливо після аншлюсу. Це було використано для применшення присутності скандинавських країн у Німеччині. Гюнтер вважав євреїв «азійською расою, нижчою від усіх європейських».